# Mikołajewice (Pabianice)
Pour les articles homonymes, voir Mikołajewice.
Mikołajewice (prononciation [mikɔwajɛˈvit͡sɛ]) est un village de la gmina de Lutomiersk, du powiat de Pabianice, dans la voïvodie de Łódź, situé dans le centre de la Pologne.
Il se situe à environ 3 kilomètres au sud-ouest de Lutomiersk (siège de la gmina), 17 kilomètres au nord-ouest de Pabianice (siège du powiat) et 21 kilomètres à l'ouest de Łódź (capitale de la voïvodie).
Sa population s'élève approximativement à 114 habitants.

## Administration
De 1975 à 1998, le village était attaché administrativement à l'ancienne voïvodie de Sieradz.

Depuis 1999, il fait partie de la nouvelle voïvodie de Łódź.